# Голубев, Василий Фёдорович
Василий Фёдорович Голубев (16 ноября 1912 — 17 апреля 2001) — советский лётчик-ас истребительной авиации ВМФ СССР во время Великой Отечественной войны, Герой Советского Союза (23.10.1942). Генерал-лейтенант авиации (7.05.1966). Кандидат военных наук (1974), доцент.

## Биография

### Происхождение
Родился 16 ноября 1912 года в деревне Каменка (ныне Волховского района Ленинградской области). Из крестьянской многодетной семьи. Окончил 3 класса начальной школы в деревне Ивановский Остров, 7 классов в школе в Старой Ладоге в 1928 году. В том же году вступил в комсомол. Ещё в начале 1920-х годов впервые увидел аэроплан и познакомился с лётчиками, после чего «заболел» авиацией. С 1928 года работал в отцовском крестьянском хозяйстве, в 1930 году переехал в посёлок Сясьстрой и устроился на Сясьстройский целлюлозно-бумажный комбинат, где работал слесарем, электромонтёром, водителем, прессовщиком. На комбинате окончил двухлетнюю вечернюю техническую школу и курсы шоферов, был комсомольским активистом, членом заводского комитета и членом бюро городского комитета комсомола. С 1932 года работал начальником электрического цеха на Волховском алюминиевом заводе.

### Начало военной службы
С ноября 1933 года по октябрь 1935 года служил в Красной Армии, младший командир зенитной артиллерийской батареи 111-го авиационного полка в городе Пушкин (Ленинградский военный округ). После окончания службы вернулся работать на Сясьстройский целлюлозно-бумажный комбинат, одновременно с работой окончил Дудергофскую лётно-планерную школу Осоавиахима (Ленинградская область). С 1936 года работал старшим инструктором Сясьстроевского аэроклуба, с января 1937 года — его руководителем, а с января 1938 года — руководителем только что созданного Волховского районного лётно-планёрного клуба. В 1938 году окончил Высшую лётно-планерную школу Осоавиахима в посёлке Коктебель в Крыму. Работал инструктором в аэроклубе города Минеральные Воды.
В октябре 1939 года добился призыва в Рабоче-Крестьянский Красный флот и направления в Военно-морское авиационное училище им. И. В. Сталина в городе Ейске. Причем благодаря своих успехам в планёрном спорте и отличному знанию материальной части настолько успешно выполнил экзаменационные вступительные полёты, что был принят сразу на третий курс училища. В августе 1940 года окончил училище и был направлен в 13-ю отдельную истребительную авиационную эскадрилью 61-й истребительной авиабригады ВВС Балтийского флота. Там служил лётчиком и старшим лётчиком (с августа по ноябрь 1940 года), начальником парашютно-десантной службы (с ноября 1940 года по июнь 1941 года). Член ВКП(б) с 1941 года.

### Великая Отечественная война
Участник Великой Отечественной войны с первого дня, первый боевой вылет совершил 22 июня 1941 года. Практически весь первый год войны эскадрилья вела боевые действия на сухопутном фронте, участвуя в Ленинградской оборонительной операции и в обороне Ленинграда. К августу 1941 года имел более 100 боевых вылетов. В бою 13 августа 1941 года был сбит и тяжело ранен, а в начале октября упал на повреждённом самолёте в Ладожское озеро, плыл несколько километров в ледяной воде до берега. Был спасён фронтовым другом лейтенантом Дмитрием Князевым, который вылетел на поиски на самолёте У-2 и нашёл Василия Голубева уже без сил на берегу озера, доставив до своих. В октябре—ноябре 1941 года Голубев в числе шести пилотов был откомандирован на полуостров Ханко для воздушной обороны его обороняющегося в далёком тылу противника гарнизона флота и от налётов финской и немецкой авиации, в этих боях сбил 24 октября 1941 года финский самолёт-разведчик Бристоль Бульдог прямым попаданием снарядов РС. По возвращении с Ханко участвовал в обороне с воздуха Кронштадта, в ноябре 1941 года назначен командиром звена.
В феврале 1942 года переведён в 13-й истребительный авиационный полк (в том же месяце полк преобразован в 4-й гвардейский истребительный авиационный полк ВВС Балтийского флота. В составе этого полка далее прошёл всю войну до последнего дня: командир звена, с марта 1942 года — командир эскадрильи, с марта 1943 года — помощник командира полка по лётной подготовке и воздушному бою, с августа 1943 года — командир полка. До начала 1943 года воевал на истребителе И-16. Василий Голубев — один из наиболее результативных летчиков-истребителей ВВС Краснознамённого Балтийского флота.
В полку претворял в жизнь собственные тактические идеи. 12 марта 1942 в одиночку на самолёте И-16 провёл бой против пары немецких истребителей Messerschmitt Bf.109, в коротком бою оба немца были сбиты.
К июню 1942 года командир эскадрильи 4-го гвардейского истребительного авиационного полка гвардии капитан В. Ф. Голубев совершил 339 боевых вылетов, провёл 61 воздушный бой, сбил 5 самолётов противника лично и 16 в группе (в наградном листе говорится о 4 личных и 23 групповых победах).
Указом Президиума Верховного Совета СССР от 23 октября 1942 года гвардии капитану Голубеву Василию Фёдоровичу присвоено звания Герой Советского Союза с вручением ордена Ленина и медали «Золотая Звезда» (№ 722).
В начале 1943 года полк начал получать новые самолёты Ла-5, а в 1944 году перевооружён на новейшие истребители Ла-7. С конца 1944 года полк базировался на территории Финляндии. Последний боевой вылет совершил 8 мая 1945 года.
Всего за время войны Василий Голубев совершил 589 боевых вылетов, провёл 133 воздушных боя, сбил 17 вражеских самолётов лично и 15 в группе (в литературе есть большой разброс данных о числе его побед: утверждается о 39 личных и 12 групповых победах, о 16 личных и 39 групповых, о 16 личных и 23 групповых, о 19 личных и 20 групповых, о 27 личных и 12 групповых победах и т.д.). Самого Голубева сбивали 6 раз, он был дважды ранен и получил сильные ожоги, но всякий раз возвращался в строй.

### Послевоенная служба
После войны он продолжил службу в военно-морской авиации. С марта 1946 по декабрь 1948 года — командир 3-го гвардейского истребительного авиаполка ВВС Балтийского флота. В 1951 году окончил авиационный факультет Военно-морской академии имени К. Е. Ворошилова. С декабря 1951 года — командир 122-й истребительной авиационной дивизии ВВС Северного флота. Генерал-майор авиации (3.8.1953). С января 1957 года — заместитель командующего ВВС Черноморского флота по ПВО. Освоил целый ряд реактивных машин.
В 1960 году переведён из ВВС ВМФ СССР в Войска ПВО страны, в июне 1960 года назначен первым заместителем командующего 14-й отдельной армией ПВО. С октября 1966 года — генерал-инспектор ПВО инспекции по Военно-воздушным силам государств — участников Варшавского Договора Управления Главнокомандующего Войск ПВО страны. С августа 1968 года по сентябрь 1970 года — старший военный советник командующего ПВО Объединённой Арабской Республики, постоянное местонахождение имел в Египте. С января 1971 года по январь 1975 года — старший преподаватель кафедры ПВО Военной академии Генерального штаба Вооружённых сил СССР имени К. Е. Ворошилова. Занимался исследованием боевых действий на Ближнем Востоке в конце 1960 — начале 1970-х годов, опубликовав в закрытой военной печати первую советскую монографию на эту тему.
С июня 1975 года генерал-лейтенант авиации В. Ф. Голубев — в запасе.
Жил в Москве. Много занимался литературным творчеством (им было издано 11 книг и крупных печатных работ) и общественной работой.
Скончался 17 апреля 2001 года. Похоронен в Москве на Введенском кладбище (участок 1).

## Награды

### Награды СССР и России
- Медаль «Золотая Звезда» № 722 Героя Советского Союза (23.10.1942);
- два ордена Ленина (16.03.1942, 23.10.1942);
- семь орденов Красного Знамени (14.08.1941, 14.03.1944, 19.07.1945, 30.12.1956, 29.04.1957, 22.02.1968, 26.08.1970);
- два ордена Отечественной войны 1-й степени (19.01.1943, 06.04.1985);
- два ордена Красной Звезды (26.02.1953, 22.02.1955);
- орден «За службу Родине в Вооружённых Силах СССР» 3-й степени (30.04.1975);
- Медали, в том числе:
  - медаль Жукова (1995);
  - медаль «За боевые заслуги» (20.06.1949);
  - «За воинскую доблесть. В ознаменование 100-летия со дня рождения Владимира Ильича Ленина»;
  - медаль «За оборону Ленинграда» (1943);
  - медаль «За победу над Германией в Великой Отечественной войне 1941—1945 гг.»;
  - юбилейная медаль «Двадцать лет Победы в Великой Отечественной войне 1941—1945 гг.»;
  - юбилейная медаль «Тридцать лет Победы в Великой Отечественной войне 1941—1945 гг.»;
  - юбилейная медаль «Сорок лет Победы в Великой Отечественной войне 1941—1945 гг.»;
  - медаль «50 лет Победы в Великой Отечественной войне 1941-1945 гг.»;
  - юбилейная медаль «300 лет Российскому флоту»;
  - медаль «В память 850-летия Москвы»;
  - медаль «За взятие Кенигсберга»;
  - медаль «Ветеран Вооружённых Сил СССР»;
  - юбилейная медаль «30 лет Советской Армии и Флота»;
  - юбилейная медаль «40 лет Вооружённых Сил СССР»;
  - юбилейная медаль «50 лет Вооружённых Сил СССР»;
  - юбилейная медаль «60 лет Вооружённых Сил СССР»;
  - юбилейная медаль «70 лет Вооружённых Сил СССР»;
  - медаль «В память 250-летия Ленинграда».

### Иностранные награды
- Орден Британской Империи 4-й степени (Великобритания, 1943)[17];
- Большая лента ордена Республики» (Египет, 13.10.1970)[18].

## Память
- Почётный гражданин посёлка Сясьстрой Волховского района Ленинградской области.
- Мемориальная доска установлена в Москве на доме, в котором жил и работал В. Ф. Голубев (Москва, Красноказарменная улица, дом 10).
- Именем Героя названа школа в селе Старая Ладога Ленинградской области (2021)[19].

## Сочинения
- Голубев В. Ф. Школа войны. — М.: Военное издательство, 1947. — 72 с.
- Голубев В. Ф. Второе дыхание. — М.: Советская Россия, 1984. — 253 с.
- Голубев В. Ф. Крылья крепнут в бою. — 2-е изд., испр. и доп. — Л.: Лениздат, 1984. — 253 с.
- Голубев В. Ф. Впереди комиссар. — М.: Политиздат, 1988. — 111 с.
- Голубев В. Ф. Во имя Ленинграда. — М.: ФАИР-ПРЕСС, 2000. — 512 с. — 8000 экз. — ISBN 5-8183-0159-1.
- Голубев В. Ф. Герои среди нас. — М.: Агентство «Фаир», 1995. — 92 с. — ISBN 5-88641-022-8.
- Голубев В. Ф. Морские летчики // «Нева». — 1982. — № 2. — С.149-156.
- Голубев В. Ф. Авиация — ударная сила флота // В сборнике «Моряки-балтийцы на защите Родины 1941—1945 гг.». — М., 1986. — С.37-54.